# Idioma votio
El idioma votio es un idioma que pertenece a la rama fínica de la familia de lenguas ugrofinesas, hablado por los votios. Está emparentado con el carelio, el estonio y el finlandés.
En la actualidad, la lengua está al borde de la extinción, ya que casi todos los hablantes nativos del idioma votio son representantes de la generación anterior (el hablante nativo más joven nació en 1938) y utilizan principalmente el ruso en la comunicación cotidiana.
Los más antiguos textos en votio datan de principios del siglo XIX. Se adoptó la escritura latina para esta lengua en 1932, pero luego fue abandonada a finales de aquella década, sin embargo finalmente volvió a utilizarse en la década de 1990.

## Alfabeto
| A а | Ä ä   | B b | C c | D d   | D' d' | E e | F f   | G g   |
| H h | I i   | J j | K k | L l   | L' l' | M m | N n   | N' n' |
| O o | Ö ö   | Õ õ | P p | R r   | R' r' | S s | S' s' | Š š   |
| Z z | Z' z' | Ž ž | T t | T' t' | U u   | V v | Ü ü   | Ts ts |